# Amphistomus montanus
Amphistomus montanus är en skalbaggsart som beskrevs av Matthews 1974. Amphistomus montanus ingår i släktet Amphistomus och familjen bladhorningar. Inga underarter finns listade i Catalogue of Life.